# Ekateríni Kóffa
Ekateríni « Katerína » Kóffa (grec moderne : Αικατερίνη (Κατερίνα) Κόφφα, née le 10 avril 1969 à Karditsa) est une athlète grecque spécialiste des épreuves de sprint.
Elle se distingue lors des Championnats du monde en salle 1997 de Paris-Bercy en remportant le titre du 200 mètres devant la Jamaïcaine Juliet Cuthbert. Elle établit à cette occasion un nouveau record de Grèce en 22 s 76. Elle atteint à deux reprises le podium des Jeux méditerranéens, se classant troisième du 100 m en 1993 et deuxième du 200 m en 1997.
En 1998, Ekateríni Kóffa monte sur la troisième marche du podium du 200 m des Championnats d'Europe en salle de Valence, derrière la Russe Svetlana Goncharenko et l'Allemande Melanie Paschke. Elle participe par ailleurs aux Championnats du monde en plein air de 1995 et 1997 mais ne parvient pas à se qualifier pour la finale.
Ses meilleures performances sur 200 m sont de 22 s 67 en extérieur (Athènes, le 16 juin 1996) et 22 s 71 en salle (Le Pirée, le 21 février 1998).

## Palmarès
| Date | Compétition                    | Lieu     | Place | Épreuve |
| ---- | ------------------------------ | -------- | ----- | ------- |
| 1993 | Jeux méditerranéens            | Narbonne | 3e    | 100 m   |
| 1997 | Championnats du monde en salle | Paris    | 1re   | 200 m   |
| 1997 | Jeux méditerranéens            | Bari     | 2e    | 200 m   |
| 1998 | Championnats d'Europe en salle | Valence  | 3e    | 200 m   |